# Félix-Marie Abel
Félix-Marie Abel, O. P., (29 de diciembre de 1878, Saint Uze-24 de marzo de 1953, Jerusalén) fue un religioso de la Orden Dominica, erudito bíblico, historiador y geógrafo francés. Autor de obras relacionadas con la historia de Palestina. 

## Biografía
Nacido en un pequeño pueblo de la región Ródano-Alpes, en su juventud se trasladó a Jerusalén para seguir estudios en la Escuela Bíblica y Arqueológica Francesa de Jerusalén, en el convento Saint Etienne, fundada por el teólogo Marie-Joseph Lagrange en 1890.
En 1902 se ordena allí sacerdote dominico y decide permanecer en Jerusalén, convirtiéndose en un experto en la geografía e historia de Palestina, y profesor en la materia, puesto que ocuparía hasta su fallecimiento.
Su primera obra Gramática de griego bíblico se publica en 1927, seguida en 1933 de Geografía de Palestina, geografía física e histórica ,Tomo I. El Tomo II de esta obra Geografía de Palestina, geografía política, las ciudades se publica en 1938.
En 1940 el papa Pío XII lo nombra consultor de la Pontificia Comisión Bíblica. 
En 1949 se publica su obra Los Libros de los macabeos, continuando con su obra póstuma la Historia de Palestina, de la conquista de Alejandro hasta la guerra judía, Tomo I, e Historia de Palestina: de la guerra judía hasta la invasión árabe, publicadas en 1952.
Murió a los 75 años de edad y su tumba se encuentra cercana al convento Saint Etienne.
- Datos: Q4054679